# This Is It (álbum)
Michael Jackson's This Is It (o simplemente This Is It) es un álbum póstumo de dos discos de la banda sonora del cantante estadounidense Michael Jackson. Lanzado por MJJ Music el 26 de octubre de 2009, This Is It cuenta con música previamente lanzada, así como seis grabaciones inéditas de Michael Jackson. This Is It fue lanzado para coincidir con el lanzamiento teatral de Michael Jackson's This Is It, una película de concierto que documenta los ensayos de Michael Jackson para la serie de conciertos This Is It en el O2 Arena de Londres. This Is It es el sexto álbum lanzado por Sony y Motown/Universal desde la muerte de Michael Jackson el 25 de junio de 2009 
This Is It debutó en el número uno en catorce países, incluidos Estados Unidos, Canadá, Japón, Italia y Francia. This Is It también alcanzó la cima dentro del top 10 de las listas en varias otras naciones. This Is It ha sido certificado como oro, platino o doble platino en varios países. This Is It fue el duodécimo álbum más vendido de 2009 en los Estados Unidos y el tercero más vendido de 2009 basado en las ventas mundiales. La canción principal del álbum, "This Is It", le valió a Michael Jackson una nominación en 2011 por Mejor Interpretación Vocal Pop Masculina en la 53.ª edición anual de los Premios Grammy.

## Antecedentes y producción
El 5 de marzo de 2009, Michael Jackson anunció en una conferencia de prensa en el O2 Arena de Londres, que iba a ofrecer una serie de 10 conciertos titulada This Is It (Esto Es Todo) y sugirió que ellos serían los últimos de su carrera. Debido a la demanda muy alta, luego se añadieron otras 40 actuaciones, lo que sumaba un total de 50 fechas de gira. Sin embargo, Jackson sufrió un paro cardíaco y murió en Los Ángeles, California el 25 de junio de 2009, apenas dos semanas antes de la fecha prevista para el primer concierto.
El 11 de agosto, un juez aprobó un acuerdo de US $60 millones que permitiría a la compañía Sony publicar la película Michael Jackson's This Is It, un documental compuesto por imágenes de los ensayos que Jackson había iniciado para el espectáculo. Dichas imágenes reflejaban momentos sobre el escenario y otros más privados. El 23 de septiembre de 2009, Sony Music Entertainment anunció que daría a conocer la canción inédita "This Is It", seguida por un álbum de dos discos: el primero de ellos cuenta con éxitos clásicos del artista, dispuestos en el mismo orden que aparecen en la película homónima; y el 2.º disco cuenta con 4 canciones: 3 demos inéditas y un poema hablado por el mismo Jackson, titulado "Planet Earth".

## Música
El comunicado de prensa que anuncia el álbum de dos discos lo describe como un "compañero independiente" de la película. This Is It fue lanzado como un álbum recopilatorio de dos discos. El primer disco consta de 16 canciones, 14 de las cuales ya fueron lanzadas en los álbumes de estudio anteriores de Jackson: Thriller (1982), Bad (1987), Dangerous (1991) y HIStory (1995), y una del álbum de The Jacksons Destiny (1978). El álbum no incluye ninguna de las canciones de Off the Wall (1979) o Invincible (2001), aunque una versión demo de "She's Out of My Life" aparece en el segundo disco. Catorce de las canciones ya lanzadas fueron arregladas en orden de cómo habrían aparecido en el setlist de This Is It y cómo aparecieron en la película del concierto. El 23 de septiembre de 2009, Sony Music Entertainment anunció que lanzaría la canción "This Is It" como sencillo para promocionar tanto el álbum como la película. Sin embargo, poco después del debut digital de "This Is It" en la página web oficial de Michael Jackson, se confirmó que el lanzamiento físico planeado del sencillo fue cancelado.
This Is It contiene música inédita de Michael Jackson, que consiste en demos y versiones instrumentales de sus canciones. El primer disco contiene "This Is It", que fue escrito por Michael Jackson y Paul Anka en 1983; la canción había sido originalmente planeada como un dueto entre los dos para el álbum Walk a Fine Line de Anka. Después de la muerte de Michael Jackson, sus hermanos encontraron un demo de la versión de Michael Jackson de la canción. Agregaron sus voces e instrumentos en el fondo de la pista. Dos versiones de "This Is It" fueron añadidas al álbum; el original y una versión orquestal que es más de un minuto más larga. El segundo disco consiste en cuatro versiones inéditas de los éxitos clásicos de Michael Jackson. El disco contiene tres versiones demo de "She's Out of My Life" (1979) de Michael Jackson, "Wanna Be Startin' Somethin'" (1982) y "Beat It" (1982).

## Recepción

### Rendimiento comercial
This Is It debutó en el número uno en el Billboard 200, vendiendo 373.000 copias en su primera semana según Nielsen SoundScan. El álbum tuvo la quinta mejor semana de ventas para un álbum en los Estados Unidos en 2009. This is it, que también debutó en el número uno en las listas de la banda sonora de la cartelera de Billboard, marcó la sexta entrada del número uno de Jackson en las listas. This Is It superó ligeramente las ventas de la primera semana de Jackson de su álbum anterior Invincible, que vendió 366.300 unidades en 2001. El álbum This Is It de Jackson fue el duodécimo más vendido de 2009, habiendo vendido un estimado de 1,29 millones de unidades en nueve semanas. Ha vendido un total de 1.735.000 copias en los EE. UU. a partir de agosto de 2013. La película también fue vendida como unidad flash USB por Kingston Company, por primera vez en la historia de la compañía, según un acuerdo hecho con Sony Music, publicado como Edición Limitada.
A nivel internacional, This Is It tuvo una recepción comercial similar. El álbum fue lanzado mundialmente el 26 y 27 de octubre de 2009 y debutó en el número uno en catorce países. Los catorce países incluyen Italia, Francia, Suecia y los Países Bajos, el álbum se mantuvo en el número uno en los Países Bajos durante dos semanas consecutivas. Otros países donde This Is It no debutó o alcanzó el número uno fueron, colocándose en el número dos, Dinamarca, Australia y Suiza, colocándose en el número tres, Noruega y el Reino Unido, colocándose en cuatro en Alemania y sexto en Irlanda. En la segunda semana de lanzamiento del álbum, sus posiciones en las listas vieron un aumento y una disminución. This Is It aumentó de cuatro a tres en Alemania y de sexto a quinto en Irlanda, mientras que mantuvo su segunda y tercera posición en Suiza y Noruega, respectivamente. En su tercera semana de lanzamiento, el álbum alcanzó el número tres en Irlanda. This Is It vendió 78.000 unidades en su primera semana de lanzamiento en el Reino Unido.
This Is It ha recibido múltiples certificaciones desde su lanzamiento de diferentes países de todo el mundo; aunque las ventas por certificado varían según el país. Cuatro días después del lanzamiento de This Is It en el Reino Unido, fue certificado oro por 100.000 unidades vendidas el 30 de octubre, y platino por 300.000 unidades vendidas el 27 de noviembre de 2009. El álbum fue certificado 2x platino por Recording Industry Association of America (RIAA) el 4 de diciembre de 2009. This Is It fue certificado Platino por la Australian Recording Industry Association por el envío de más de 70.000 unidades en Australia. El álbum también fue certificado oro por la asociación canadiense de la industria de grabación para las ventas sobre de 40.000 unidades en Canadá y fue certificado platino 3× por la federación de la industria italiana de la música para las ventas sobre de 210.000 unidades en Italia, así como platino 2× por la asociación de la industria de grabación de Nueva Zelanda para las ventas sobre de 30.000 unidades en Nueva Zelanda. Fue el tercer álbum más vendido de 2009 basado en ventas mundiales.

### Recepción crítica
Tras su lanzamiento, This Is It recibió críticas mixtas a positivas de los críticos de música. Simon Vozick-Levinson de Entertainment Weekly, elogió el álbum y le dio una calificación general de un B +. Vozick-Levinson describió la canción del álbum "This Is It" como una "balada edificante" y sintió que "si te sientes generoso" puedes "contar la versión mínimamente distinguible" de la orquesta de "This Is It" habiendo pensado en ella como una "adición decente aunque leve al cancionero de Jackson". Vozick-Levinson declaró que si bien el segundo disco del álbum solo contiene cuatro pistas que fueron inéditas, que incluían un poema hablado "bastante poco notable", después de escuchar a Jackson "resolver las armonías vocales" para "Beat It", él en particular, sintió que This Is It era "bien vale la pena el precio de la admisión (o al menos una buena parte de ella)". Brian Linder de IGN describió This Is It como un lanzamiento "recién diseñado" de un álbum de grandes éxitos, y que las pistas del álbum de un arreglo vocal de "Beat It" eran "particularmente impresionantes" y la versión acústica de "She's Out of My Life" permite que las "voces de Jackson brillen sin la distracción de los fundamentos musicales de los años 70". Linder notó que sentía que el álbum era a la vez un "tributo apropiado" a Jackson y un "craso, comercial doble inmersión."
Will Hines de Consequence of Sound le dio a This Is It una calificación de cuatro y medio de cinco estrellas. Hines comentó que: "En un nivel [del álbum], es un intento de enfocar y llamar la atención sobre lo que Michael Jackson vivió, y no lo que hizo. En un nivel más superficial, esta es Sony ordeñando su legado. Cualquier verdadero fan de MJ ya poseerá el 90% de las canciones que componen este conjunto de dos discos. Es, sin embargo, ese 10% lo que justifica la existencia de este álbum".
 

Las críticas negativas de los críticos se centraron principalmente en ellos sintiendo que el álbum fue lanzado solo con fines de lucro. Stephen Thomas Erlewine de AllMusic le dio a This Is It dos estrellas y media de cinco. Erlewine comentó que, "una cosa importante a recordar al considerar la banda sonora de This Is It: todo este proyecto de película y CD nunca se suponía que iba a suceder". Señaló que la muerte de Jackson había "creado una demanda considerable" y que This Is It era un "acompañamiento" a la película. Andy Gill de The Independent criticó fuertemente This Is It describiéndolo como una "disculpa de mala calidad para un álbum" y sintió que se hizo solo con fines de lucro, comentando:
Sin embargo, como un intento de ganar tanto dinero de los recuerdos de los fanáticos con el menor desembolso posible, rivaliza con las despiadadas (y aún en curso) reconfiguraciones de Elvis Presley de Elvis Presley. Pero entonces, ¿Qué se debe esperar de los albaceas de Jackson? La reacción inmediata de su propio padre a la muerte de Michael pareció implicar la promoción de su propio sello, mientras que sus hermanos rápidamente aprovecharon la oportunidad para recorrer una caja de cintas y encontrar una vieja pista tibia que no se consideraba previamente digna de lanzamiento y agregarle su propia voz (antes de tomarse la molestia de descubrir que fue coescrita por Paul Anka, quien comprensiblemente buscó una remuneración por su trabajo). ¿Quién, exactamente, se beneficia de esto? No la afición, eso es seguro. En los cuatro meses transcurridos desde su muerte, Sony y Motown/Universal entre ellos han publicado no menos de cinco paquetes de álbumes póstumos: The Collection, Hello World, The Stripped Mixes, The Remix Suite, y ahora This Is It. Ese es un apretada agenda de promoción para un hombre muerto. En algún momento, presumiblemente, se le dejará descansar en paz. 

## Lista de canciones
Disco 1
| N.º   | Título                                              | Escritor(es)                                            | Productor(es)                                | Duración |  |
| 1.    | «Wanna Be Startin' Somethin'»                       | Michael Jackson                                         | Michael Jackson, Quincy Jones                | 6:03     |  |
| 2.    | «Jam»                                               | Michael Jackson, René Moore, Bruce Swedien, Teddy Riley | Michael Jackson, Teddy Riley, Bruce Swedien  | 5:39     |  |
| 3.    | «They Don't Care About Us»                          | Michael Jackson                                         | Michael Jackson                              | 4:44     |  |
| 4.    | «Human Nature»                                      | Steve Porcaro, John Bettis                              | Quincy Jones                                 | 4:05     |  |
| 5.    | «Smooth Criminal»                                   | Michael Jackson                                         | Michael Jackson, Quincy Jones                | 4:17     |  |
| 6.    | «The Way You Make Me Feel»                          | Michael Jackson                                         | Michael Jackson, Quincy Jones                | 4:58     |  |
| 7.    | «Shake Your Body (Down to the Ground)» (7" version) | Michael Jackson, Randy Jackson                          | The Jacksons                                 | 3:53     |  |
| 8.    | «I Just Can't Stop Loving You»                      | Michael Jackson                                         | Michael Jackson, Quincy Jones                | 4:13     |  |
| 9.    | «Thriller»                                          | Rod Temperton                                           | Quincy Jones                                 | 5:58     |  |
| 10.   | «Beat It»                                           | Michael Jackson                                         | Michael Jackson, Quincy Jones                | 4:18     |  |
| 11.   | «Black or White»                                    | Michael Jackson                                         | Michael Jackson                              | 4:16     |  |
| 12.   | «Earth Song»                                        | Michael Jackson                                         | Michael Jackson, David Foster, Bill Bottrell | 6:46     |  |
| 13.   | «Billie Jean»                                       | Michael Jackson                                         | Michael Jackson, Quincy Jones                | 4:54     |  |
| 14.   | «Man in the Mirror»                                 | Siedah Garrett, Glen Ballard                            | Michael Jackson, Quincy Jones                | 5:19     |  |
| 15.   | «This Is It» (album version)                        | Michael Jackson, Paul Anka                              | Michael Jackson, John McClain, Mervyn Warren | 3:37     |  |
| 16.   | «This Is It» (orchestra version)                    | Michael Jackson, Paul Anka                              | Michael Jackson, John McClain, Mervyn Warren | 4:55     |  |
| 82:44 |                                                     |                                                         |                                              |          |  |

Disco 2
| N.º   | Título                                       | Escritor(es)    | Productor(es)                 | Duración |  |
| 1.    | «She's Out of My Life» (demo version)        | Tom Bahler      | Quincy Jones                  | 3:19     |  |
| 2.    | «Wanna Be Startin' Somethin'» (demo version) | Michael Jackson | Michael Jackson, Quincy Jones | 5:43     |  |
| 3.    | «Beat It» (demo version)                     | Michael Jackson | Michael Jackson, Quincy Jones | 2:03     |  |
| 4.    | «Planet Earth» (poem)                        | Michael Jackson | Michael Jackson               | 3:14     |  |
| 14:24 |                                              |                 |                               |          |  |

Selecciones del Michael Jackson's This Is It EP
| N.º   | Título                               | Escritor(es)               | Productor(es)                                | Duración |  |
| 1.    | «This Is It»                         | Michael Jackson, Paul Anka | Michael Jackson, John McClain, Mervyn Warren | 3:38     |  |
| 2.    | «This Is It» (versión orquestal)     | Michael Jackson, Paul Anka | Michael Jackson, John McClain, Mervyn Warren | 4:56     |  |
| 3.    | «She's Out of My Life» (demo)        | Tom Bahler                 | Quincy Jones                                 | 3:20     |  |
| 4.    | «Wanna Be Startin' Somethin'» (demo) | Michael Jackson            | Michael Jackson, Quincy Jones                | 5:44     |  |
| 5.    | «Beat It» (demo)                     | Michael Jackson            | Michael Jackson, Quincy Jones                | 2:04     |  |
| 6.    | «Planet Earth» (poema)               | Michael Jackson            | Michael Jackson                              | 3:15     |  |
| 22:12 |                                      |                            |                                              |          |  |

Notas
- Las dos versiones de This Is It, junto con el contenido del segundo disco, están disponibles por separado solo de manera digital como las Selecciones del Michael Jackson's This Is It EP.[35]
- A pesar de que una etiqueta en el álbum afirma que todas las canciones del álbum se encuentran en sus versiones originales de álbum de larga duración, "Shake Your Body (Down to the Ground)" se incluye en su versión de edición de 7 minutos".
- Una versión ecológica que solo se vende en Walmart incluye solo el primer disco.[36]

## Listas
| Lista (2009)                         | Mejor posición |
| ------------------------------------ | -------------- |
| Australian Albums Chart              | 2              |
| Austrian Albums Chart                | 2              |
| Belgian Albums Chart (Flanders)      | 1              |
| Belgian Albums Chart (Wallonia)      | 1              |
| Brazilian Albums Chart               | 1              |
| Canadian Albums Chart                | 1              |
| Czech Albums Chart                   | 2              |
| Danish Albums Chart                  | 2              |
| Dutch Albums Chart                   | 1              |
| European Albums Chart                | 1              |
| Finnish Albums Chart                 | 11             |
| French Albums Chart                  | 1              |
| French Digital Albums Chart          | 1              |
| German Albums Chart                  | 3              |
| Greek Foreign Albums Chart           | 1              |
| Hungarian Albums Chart               | 1              |
| Irish Albums Chart                   | 3              |
| Italian Albums Chart                 | 1              |
| Japanese Albums Chart                | 1              |
| Mexican Albums Chart                 | 3              |
| New Zealand Albums Chart             | 1              |
| Norwegian Albums Chart               | 3              |
| Polish Albums Chart                  | 7              |
| Portuguese Albums Chart              | 2              |
| Spanish Albums Chart                 | 3              |
| Swedish Albums Chart                 | 1              |
| Swiss Albums Chart                   | 2              |
| Taiwanese International Albums Chart | 7              |
| United Kingdom Albums Chart          | 3              |
| United States Billboard 200          | 1              |
| United States Top R&B/Hip-Hop Albums | 1              |

| Lista (2009)                | Posición |
| --------------------------- | -------- |
| Canadian Albums Chart       | 30       |
| Czech Albums Chart          | 14       |
| European Albums Chart       | 47       |
| Mexican Albums Chart        | 100      |
| United States Billboard 200 | 43       |
| Lista (2010)                | Posición |
| European Albums Chart       | 10       |
| German Albums Chart         | 85       |
| Japanese Albums Chart       | 55       |
| Spanish Albums Chart        | 21       |
| United States Billboard 200 | 22       |

## Certificaciones
| Territorio                                               | Organismo certificador            | Certificación | Ventas certificadas | Simbolización | Ref.    |         |         |         |
| América                                                  | América                           | América       | América             | América       | América | América | América | América |
| -------------------------------------------------------- | --------------------------------- | ------------- | ------------------- | ------------- | ------- | ------- | ------- | ------- |
| Canadá                                                   | Music Canada                      | 2x Platino    | 160 000             | ,             | [ 63 ]  |         |         |         |
| Estados Unidos                                           | RIAA                              | 2x Platino    | 2 000 000           | ,             | [ 64 ]  |         |         |         |
| México                                                   | AMPROFON                          | Oro           | 30 000              |               | [ 65 ]  |         |         |         |
| Asia                                                     |                                   |               |                     |               |         |         |         |         |
| Japón                                                    | RIAJ                              | Platino       | 250 000             |               | [ 66 ]  |         |         |         |
| Consejo de Cooperación para los Estados Árabes del Golfo | IFPI Middle East                  | Platino       | 6 000               |               | [ 67 ]  |         |         |         |
| Europa                                                   |                                   |               |                     |               |         |         |         |         |
| Austria                                                  | IFPI Austria                      | Platino       | 20 000              |               | [ 68 ]  |         |         |         |
| Alemania                                                 | BVMI                              | Oro           | 100 000             |               | [ 69 ]  |         |         |         |
| Bélgica                                                  | Belgian Entertainment Association | 2x Platino    | 60 000              | ,             | [ 70 ]  |         |         |         |
| Dinamarca                                                | IFPI Denmark                      | Platino       | 30 000              |               | [ 71 ]  |         |         |         |
| España                                                   | PROMUSICAE                        | Platino       | 60 000              |               | [ 72 ]  |         |         |         |
| Finlandia                                                | Musiikkituottajat                 | Oro           | 10 460              |               | [ 73 ]  |         |         |         |
| Grecia                                                   | IFPI Greece                       | Platino       | 6 000               |               | [ 74 ]  |         |         |         |
| Hungría                                                  | MAHASZ                            | 2x Platino    | 12 000              | ,             | [ 75 ]  |         |         |         |
| Irlanda                                                  | IRMA                              | Platino       | 15 000              |               | [ 76 ]  |         |         |         |
| Italia                                                   | FIMI                              | 4x Platino    | 240 000             | ,             | [ 77 ]  |         |         |         |
| Polonia                                                  | ZPAV                              | Platino       | 20 000              |               | [ 78 ]  |         |         |         |
| Reino Unido                                              | BPI                               | 2x Platino    | 600 000             | ,             | [ 79 ]  |         |         |         |
| Suecia                                                   | GLF                               | Platino       | 40 000              |               | [ 80 ]  |         |         |         |
| Oceanía                                                  |                                   |               |                     |               |         |         |         |         |
| Australia                                                | ARIA                              | Platino       | 70 000              | ,             | [ 81 ]  |         |         |         |
| Nueva Zelanda                                            | RMNZ                              | 2x Platino    | 30 000              | ,             | [ 82 ]  |         |         |         |

## Historial de publicaciones
| Paìs           | Fecha                  | Discográfica             | Formato                  |
| -------------- | ---------------------- | ------------------------ | ------------------------ |
| Estados Unidos | 26 de octubre de 2009  | Epic Records             | CD, Digital download, LP |
| Canadá         | 26 de octubre de 2009  | Sony Music Entertainment | CD, Digital download, LP |
| Australia      | 26 de octubre de 2009  | Sony Music Entertainment | CD, Digital download, LP |
| Alemania       | 26 de octubre de 2009  | Sony Music Entertainment | CD, Digital download, LP |
| Grecia         | 26 de octubre de 2009  | Sony Music Entertainment | CD, Digital download, LP |
| Austria        | 27 de octubre de 2009  | Sony Music Entertainment | CD, Digital download, LP |
| Italia         | 27 de octubre de 2009  | Sony Music Entertainment | CD, Digital download, LP |
| Turquía        | 27 de octubre de 2009  | Sony Music Entertainment | CD, Digital download, LP |
| Hong Kong      | 27 de octubre de 2009  | Sony Music Entertainment | CD, Digital download, LP |
| Japón          | 28 de octubre de 2009  | Sony Music Japan         | CD, Digital download, LP |
| China          | 1 de diciembre de 2009 | Sony Music China         | CD                       |